# Tecoma capensis
Espèce
Classification phylogénétique
Tecoma capensis, connu parfois sous le nom de Chèvrefeuille du Cap, est une espèce de plantes à fleurs de la famille des Bignoniaceae. C'est un arbuste originaire du sud de l'Afrique.

## Description
Il atteint environ 2 à 3 mètres de hauteur sur autant de largeur.
Les feuilles sont persistantes à semi-décidues dans les climats froids. Elles sont opposées, légèrement dentelées, vert à vert foncé, pennées, à 5 à 9 folioles oblongues.
La couleur des fleurs varie de l'orange au rouge orangé en passant par l'abricot et elles sont produites à différents moments tout au long de l'année. Elles sont tubulaires, étroites, d'environ 7,5 cm de long. Elles sont regroupées en grappes terminales de 10 à 15 cm de long.

## Distribution
L'espèce est présente naturellement en Afrique du Sud, au Swaziland et au sud du Mozambique. Elle s'est parfaitement acclimatée dans les jardins du Sud-Est de la France où elle abonde.

## Culture
Il est cultivé depuis de nombreuses années et est souvent utilisé pour faire des haies, car c'est un buisson. On peut le multiplier par boutures ou par prélèvement de drageons enracinés au cours de la phase de croissance active.
Dans les zones froides, les jeunes plants doivent être protégés. On peut le planter à mi-ombre à plein soleil. Pour conserver cet arbuste propre et rangé, il doit être rabattu en fin d'hiver pour favoriser la croissance et la floraison. L'application d'un engrais équilibré après la taille permettra d'améliorer les résultats.
La période de floraison de cet arbuste est très erratique et souvent il fleurit toute l'année. Les fleurs des cultivars varient du rouge, orange foncé, jaune au saumon. Certains affirment que la variété jaune croît comme un buisson plus régulier que la variété orange, mais c'est encore à vérifier.

## Faune
Le chèvrefeuille du Cap est une excellente plante à utiliser dans un jardin pour la faune d'Afrique australe car il est apprécié de souimangas en raison de son nectar. Si bien taillé, il peut être assez touffu pour être utilisé comme site de nidification par certaines espèces d'oiseaux rares.
Les chenilles du Sphinx tête de mort (Acherontia atropos) et de Coelonia mauritii mangent ses feuilles.

## Galerie

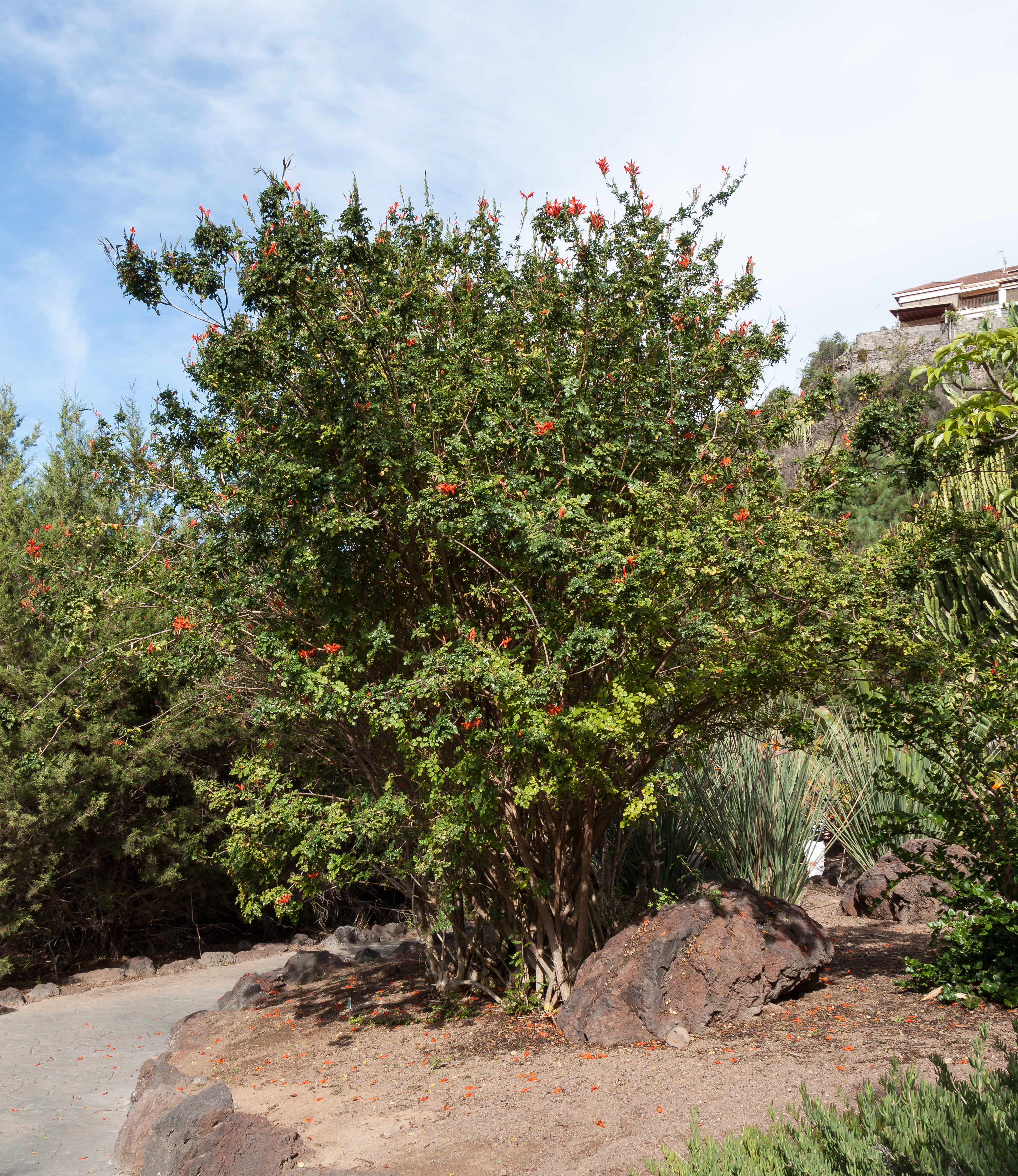
Habitus.
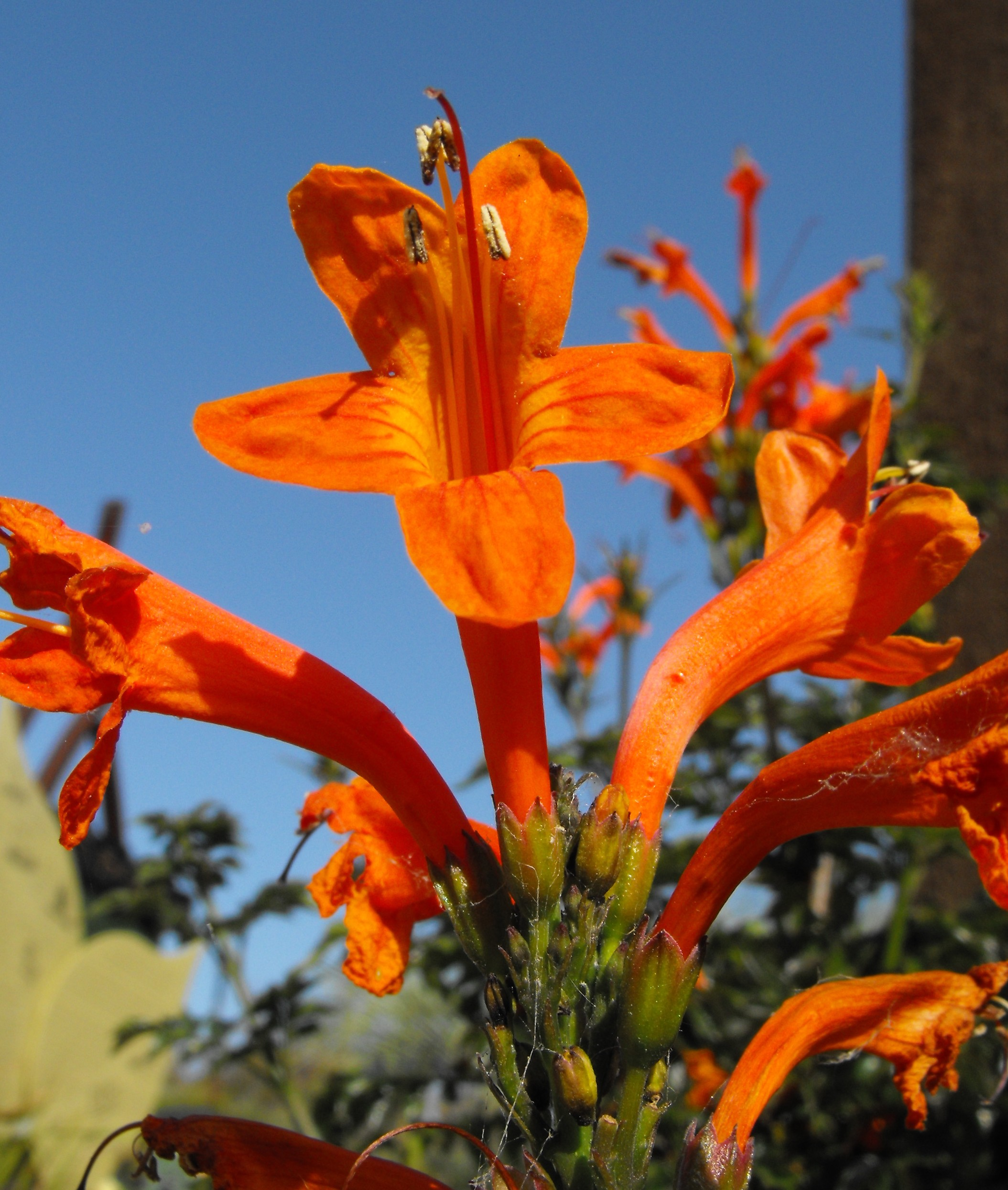
Fleur.
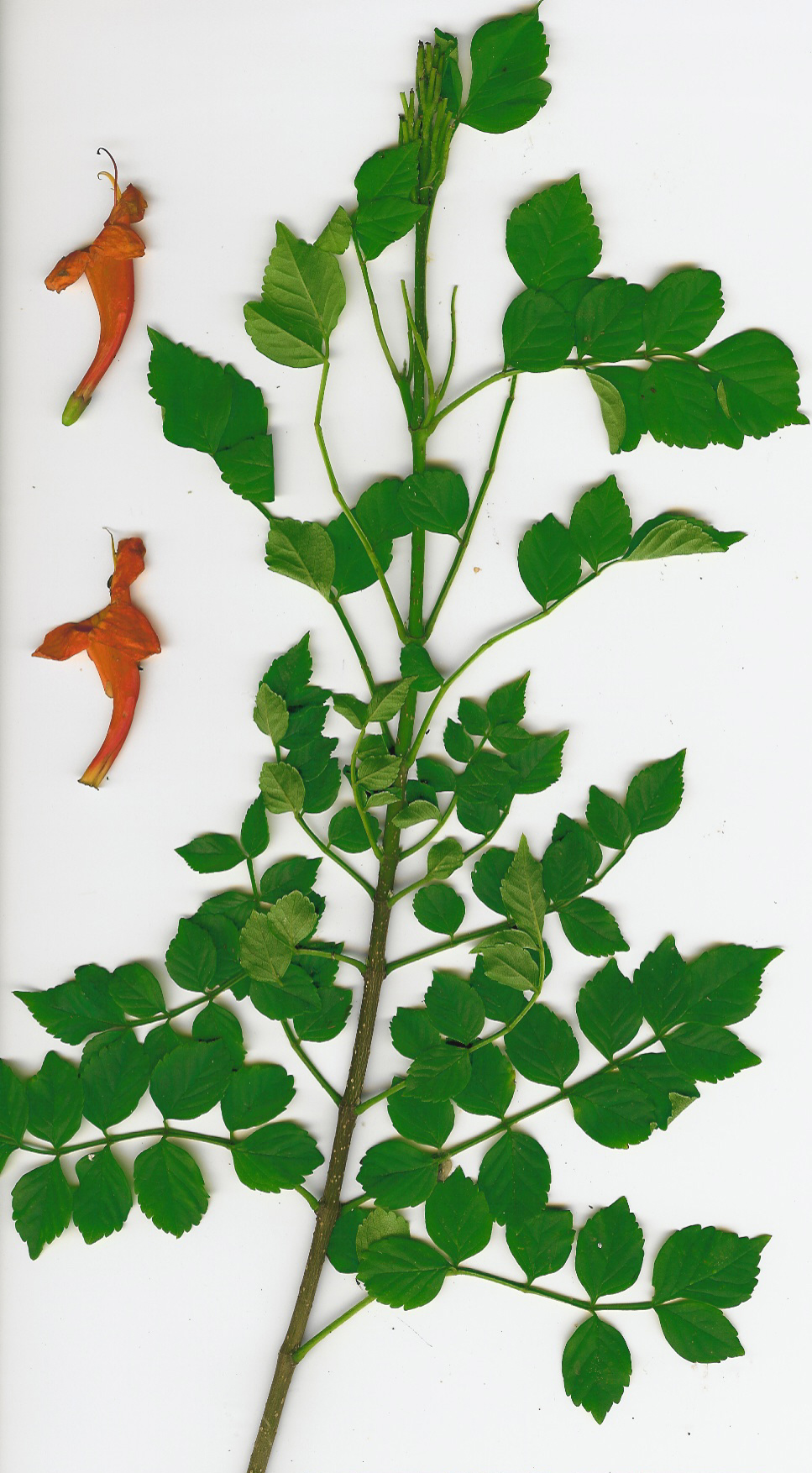
Fleurs et feuilles.